# Leon Ferszt
Leon Ferszt pseud. Andrzej, Ernest (ur. 7 maja 1890 w Warszawie, zm. 21 kwietnia 1957 tamże) – działacz komunistyczny, członek Zarządu Głównego SDKPiL od 1916, działacz KPP.

## Życiorys

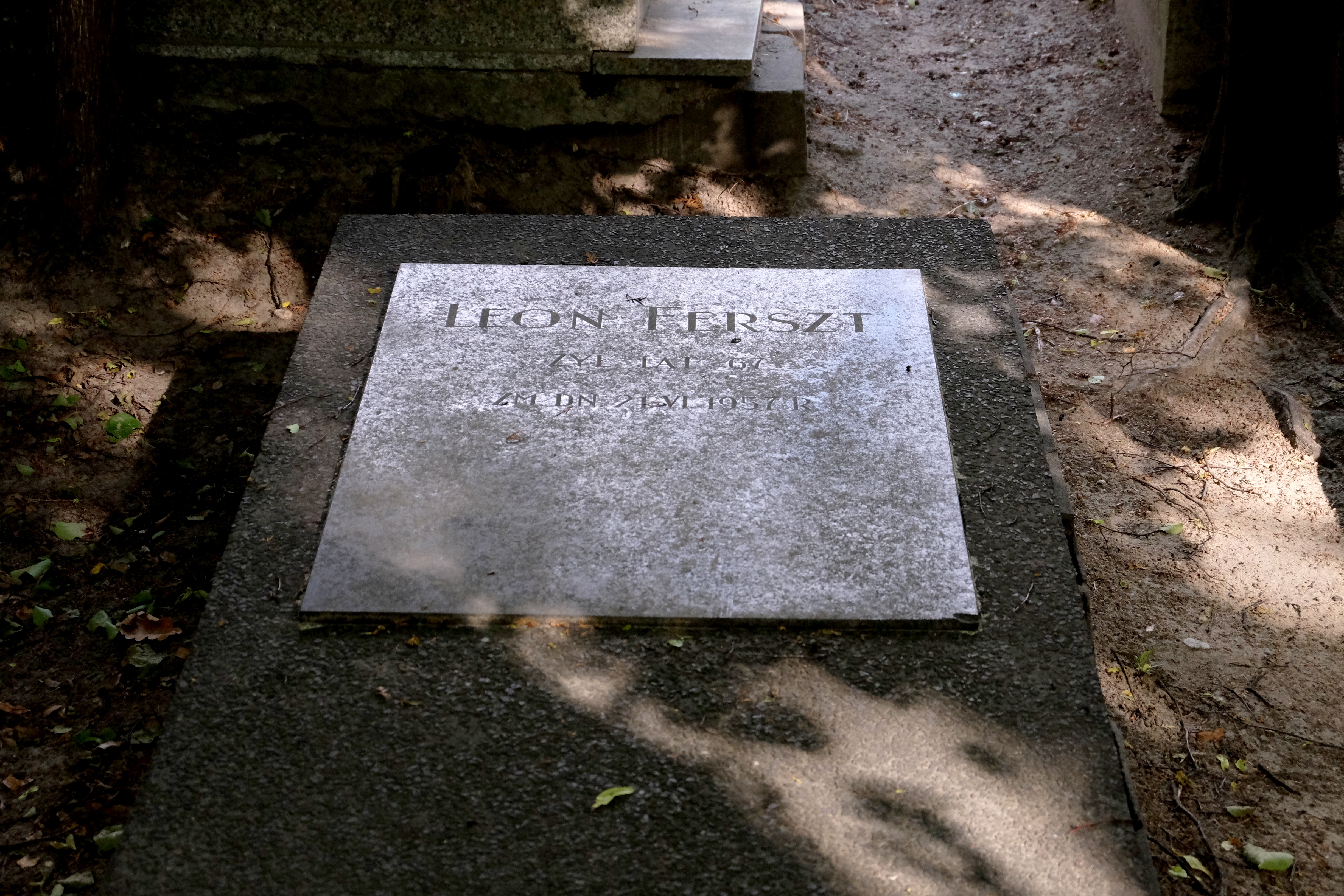
Grób Leona Ferszta na Cmentarzu Wojskowym na Powązkach w Warszawie

Syn Ajzyka. Absolwent średniej Szkoły Handlowej Zgromadzenia Kupców, od wiosny 1906 członek SDKPiL. 1906-1907 studiował w Wyższej Szkole Handlowej we Frankfurcie nad Menem, następnie na wydziale handlowym uniwersytetu w Lipsku. Jednocześnie działał w zagranicznej sekcji SDKPiL w Lipsku, m.in. jako agitator wśród polskich robotników. 1909 wrócił do Warszawy, gdzie od czerwca do sierpnia 1910 współorganizował strajki szewskie, za co został aresztowany. Od 10 grudnia 1911 członek Komitetu Warszawskiego SDKPiL, 22 lutego 1912 został na miesiąc osadzony na Pawiaku. W 1913 został członkiem Zarządu Stowarzyszenia Pracowników Handlowych i Biurowych. Podczas I wojny światowej przez pewien czas przebywał w Rosji, gdzie nawiązał kontakt z bolszewikami. Na konferencji SDKPiL trwającej od 30 października do 4 listopada 1916 został członkiem Zarządu Głównego tej partii. W 1918 był członkiem Centralnej Redakcji SDKPiL. Brał udział w I Zjeździe KPRP/KPP. Działał w Komitecie Warszawskim KPP. Na przełomie 1918/1919 współorganizował Warszawską Radę Delegatów Robotniczych, w styczniu 1919 został członkiem jej Komitetu Wykonawczego. 1922-1924 kierownik wydziałów związkowych Komitetu warszawskiego KPRP. 1925 ukrył w swoim mieszkaniu sekretarza generalnego KPP Juliana Leszczyńskiego „Leńskiego”, zbiegłego z gmachu sądu. W czerwcu 1941 został aresztowany przez gestapo i osadzony na Pawiaku, skąd wykupiła go rodzina. W marcu 1945 został dyrektorem administracyjno-handlowym Centralnego Zarządu Przemysłu Drzewnego. Uchwałą Prezydium KRN z 16 lipca 1946 odznaczony Złotym Krzyżem Zasługi. Zwolniony ze stanowiska w listopadzie 1946 pod zarzutem zaniedbywania obowiązków. W 1949 aresztowany i uwięziony na 6 lat. W 1956 zrehabilitowany, otrzymał rentę. Pośmiertnie odznaczony Orderem Sztandaru Pracy I klasy. Został pochowany na Cmentarzu Komunalnym na Powązkach (kwatera A23-tuje-9).